# Ureña Sport Club
El Ureña Sport Club es un club de fútbol profesional venezolano con sede en el municipio Ureña, estado Táchira. Actualmente juega en la Segunda División de Venezuela y disputa sus partidos como local en el Estadio Humberto Laureano.
Fue fundado el 3 de septiembre de 2008. Fue campeón del Torneo de Ascenso de Segunda División temporada 2014-15. y Torneo De Ascenso de 2023

## Historia
Fundado en el año 2007 por Edwin Quilagury, Ronaldy Contreras, Wilmer Sánchez y el entonces alcalde Nelson Becerra Torres; además de un grupo pequeño de trabajo llegaron a formar la base del equipo que representaría al Municipio Pedro María Ureña del Estado Táchira. Se comenzó trabajando con las categorías juveniles Sub-17 y Sub-20 en un torneo regional, en el cual se proclama como campeón, en ese momento comienza la carrera para la creación e inscripción en los torneos de fútbol profesional venezolano.
El equipo comenzó su participación en las divisiones profesionales de la Federación Venezolana de Fútbol en la temporada 2009/2010, en la hoy extinta Segunda División B de Venezuela, adquiriendo el cupo de Internacional de Anzoátegui. Para el Apertura 2009, el equipo tachirense obtendría un total de 13 unidades, producto de (4 victorias, 1 empate y 5 derrotas), culminando el torneo en el quinto lugar del grupo Occidental. En el Clausura 2010, el rendimiento futbolístico del equipo mejora notablemente, terminando en segundo lugar del Grupo Occidental, sólo un punto por debajo de Lotería Del Táchira FC que a la postre, terminaría como campeón de la categoría.
Fue invitado por la FVF a jugar en la Segunda División de Venezuela en la temporada 2010/11. En el Torneo Apertura 2010, culmina en la octava posición del Grupo Centro-Occidental, con un total de 20 unidades. En el Clausura 2011, el equipo mejora su rendimiento y termina en el cuarto lugar del Grupo Centro-Occidental, logrando 7 triunfos, 4 empates y 5 derrotas para un total de 25 unidades, permaneciendo así, una temporada más en la categoría de plata del fútbol profesional venezolano. Le gana la serie particular a los equipos: CD San Antonio, Lara FC, UA San Antonio y la filial del Zamora FC, Zamora FC B.
Para el Apertura 2011, el equipo ureñense se logra posicionar como un rival fuerte en el Grupo Occidental, logrando ubicarse en el tercer lugar con 26 unidades, lo que le permitió avanzar al Torneo Ascenso 2012, y disputar uno de los dos cupos a la Primera División de Venezuela. En dicho torneo, el Ureña Sport Club no logra el ascenso a la máxima categoría, terminando el torneo en la sexta posición con 21 unidades, quedándose una vez más en la Segunda División de Venezuela.
En su tercera temporada en la Segunda División, el equipo tachirense logra el segundo lugar del Grupo Occidental, al conseguir 34 puntos, dos menos que el Carabobo FC, producto de 10 victorias, 4 empates y 4 derrotas. Esto le permite disputar, por segunda temporada consecutiva, el Torneo de Ascenso a la Primera División de Venezuela. La tabla al final del torneo le otorga al Ureña SC el quinto lugar, al cosechar 29 unidades producto de 9 triunfos, 2 empates y 7 derrotas. marcando 27 goles y recibiendo 26.
Tras su gran desempeño en el Torneo de Ascenso 2013, toma parte en la Segunda División Venezolana 2013/14, temporada que comenzó con el Torneo Apertura 2013, donde el equipo ureñense culmina en la octava posición del Grupo Centro-Occidental, tras sumar 22 unidades y sólo obtener 6 victorias a lo largo del semestre, pasando a disputarse su permanencia en la categoría de plata del balompié venezolano en la siguiente mitad de la temporada. Afronta el Torneo de Promoción y Permanencia 2014 formando parte del Grupo Occidental, teniendo rivales como el Deportivo JBL del Zulia, ULA FC y el Club Deportivo San Antonio. Tras superar algunos problemas administrativos, el equipo tiene un comienzo un tanto irregular, pero, con el avanzar del torneo logra mejorar su rendimiento y culmina siendo primero de grupo, sumando un total de 25 puntos y 8 victorias a lo largo de torneo, asegurando así su permanencia en la segunda categoría para la siguiente temporada.
El Ureña ascendió a la primera división el día 17 de mayo de 2015 tras vencer a Estudiantes de Caracas por un marcador de 1 a 2 y se consagra campeón tras vencer a Margarita 5 x 2 para hacer un total de 41 pts., 5 más que Estudiantes de Caracas, el subcampeón, también ascendido a Primera División.
Tras una temporada regular, el conjunto fronterizo logró la permanencia en primera en la última jornada, terminando en el décimo séptimo puesto. En su primera temporada en Primera, El Ureña SC consiguió 3 Victorias, Contra Mineros, Estudiantes de Mérida y ante el Atlético Venezuela, este último fue el triunfo de la Permanencia.
El Ureña vuelve a Primera División el 29 de noviembre de 2023 después de vencer en la final al Bolívar SC

## Datos del club
Fundación: 3 de septembre de 2008.  16 años
Temporadas en 1ª: 2 (2015-2016).
Temporadas en 2ª: 7.  (2010/2011-2014/2015-2016-presente).
Mayor goleada conseguida:
- En campeonatos nacionales: UreñaSc 7 Vs 0 Diamantes de Guayana Fútbol Club 10.5.2015 Torneo Ascenso

Mayor goleada recibida:
- En campeonatos nacionales:UreñaSc 2  Vs 7 Zamora Futbol Club 13.10.2016 Torneo Clausura 2016

Mejor puesto en la liga: 13. 2016
Peor puesto en la liga: 17º. 2015

## Uniforme

### Indumentaria y patrocinador
| Período       | Proveedor |
| ------------- | --------- |
| 2015-presente | Ebeenezer |

| Período       | Patrocinador                     |
| ------------- | -------------------------------- |
| 2015-2017     | Materiales La Unión              |
| 2018-presente | Jautec / SuperAhorro / JHS Grupo |

## Estadio
El club disputa sus partidos de local en el polideportivo Humberto Laureano de La Fría, estado Táchira.

## Entrenadores

### Cronología de los entrenadores
| Año       | Entrenador        |
| --------- | ----------------- |
| 2009/2013 | Edwin Quilagury   |
| 2013/2016 | Ronaldy Contreras |
| 2017      | Louey Salah       |
| 2018      | Rolando Suárez    |
| 2018      | Ronaldy Contreras |
| 2019      | Rodin Duque       |
| 2020      | Pastor Márquez    |
| 2021      | Adolfo Monsalve   |

## Palmarés

### Era Profesional
Nota: Indicador del récord del torneo 
Torneos nacionales
| Competición nacional              | Títulos        | Subcampeonatos |
| --------------------------------- | -------------- | -------------- |
|                                   |                |                |
| Segunda División de Venezuela (2) | 2014-15, 2023. |                |